# Hortipes alderweireldti
Hortipes alderweireldti là một loài nhện trong họ Corinnidae.
Loài này thuộc chi Hortipes. Hortipes alderweireldti được miêu tả năm 2000 bởi Bosselaers & Rudy Jocqué.